# NGC 1172
NGC 1172 est une galaxie elliptique située dans la constellation de l'Éridan. NGC 1172 a été découverte par l'astronome germano-britannique William Herschel en 1785.

## Caractéristiques
Sa vitesse par rapport au fond diffus cosmologique est de 1 351 ± 14 km/s, ce qui correspond à une distance de Hubble de 19,9 ± 1,4 Mpc (∼64,9 millions d'al).
À ce jour, 19 mesures non basées sur le décalage vers le rouge (redshift) donnent une distance de 25,963 ± 10,734 Mpc (∼84,7 millions d'al), ce qui est à l'intérieur des valeurs de la distance de Hubble. Notons cependant que c'est avec la valeur moyenne des mesures indépendantes, lorsqu'elles existent, que la base de données NASA/IPAC calcule le diamètre d'une galaxie et qu'en conséquence le diamètre de NGC 1172 pourrait être d'environ 13,6 kpc (∼44 400 al) si on utilisait la distance de Hubble pour le calculer.